# 佛罗里达步道
佛罗里达步道（英語：Florida Trail）是美国的11条国家风景步道之一，当前全长1,000英里（1,600），其中有300英里（480）是计划从大柏树国家保护区延伸至彭萨科拉海滩海湾岛群国家海滨的福特皮肯斯。此段步道也被称为佛罗里达国家风景步道（但只限于联邦指定的路段），也因此这段路被永远地用作徒步旅行等多种户外活动用途，从佛罗里达大部分地区驱车一小时即可抵达。佛罗里达国家风景步道因1968年国家步道系统法被指定为国家风景步道。